# Episodi di Space Ghost Coast to Coast (nona stagione)
La nona stagione della serie animata Space Ghost Coast to Coast, composta da 2 episodi, è stata trasmessa negli Stati Uniti, da Adult Swim, l'11 gennaio e il 12 aprile 2004.
In occasione del decimo anniversario della serie (il 15 aprile 2004), Adult Swim ha mandato in onda un episodio incompiuto mai trasmesso prima per celebrare l'evento, promosso nelle programmazioni della rete come Unfinished POS. La stagione è spesso assocciata agli episodi e alla fase di produzione dell'ottava stagione.
In Italia la stagione è inedita.
| nº | Titolo originale     | Prima TV USA    |
| -- | -------------------- | --------------- |
| 1  | Dreams               | 11 gennaio 2004 |
| 2  | Live at the Fillmore | 12 aprile 2004  |

## Dreams
- Titolo originale: Dreams

Space Ghost è annoiato da Triumph the Insult Comic Dog

- Scritto da: Matt Harrigan, con i contributi di Jim Fortier, Matt Maiellaro, Pete Smith e Dave Willis

### Trama
Space Ghost ospita un telethon per raccogliere fondi per le persone che soffrono di ritardo mentale. Per fare ciò Space Ghost chiede aiuto a Triumph.
- Guest star: Triumph the Insult Comic Dog.

## Live at the Fillmore
- Titolo originale: Live at the Fillmore
- Scritto da: N/A

### Trama
Dopo che Space Ghost è andato in prigione per non aver pagato il cibo che ha ordinato, Zorak e Moltar pagano la cauzione con il budget della serie di quella settimana. Tornando nello studio, i tre decidono di fare una serie senza telecamere e usando l'intervista di un vecchio episodio. Tuttavia, dal momento che non funziona, Moltar ne ha abbastanza di lui e lo prende a pugni sull'inguine. Pensando che non sia eccezionale, Space Ghost cucina una frittata e cerca di convincere un robot a mangiarla tuttavia non funziona e prende nuovamente il supereroe a pugni sull'inguine. Successivamente decidono di spostarsi sulle montagne russe di un luna park, tuttavia vengono rapidamente investiti sul binario.
- Guest star: Susan Powter.

- Note: L'episodio è stato lasciato incompiuto e promosso col nome Unfinished POS.[3] Alla fine dell'episodio appaiono i crediti di Kentucky Nightmare.